# Meg Bussert
Meg Bussert (Chicago, 21 ottobre 1949) è un'attrice, cantante e insegnante statunitense.
È nota soprattutto per il suo lavoro nel teatro musicale statunitense, che l'ha portata ha interpretare ruoli di rilievo su numerosi palchi prestigiosi nel corso di quattro decenni. Tra le sue apparizione più note ci sono: Applause (tour, 1971), Kiss Me, Kate (1975), The Music Man (Broadway, 1980), Camelot (Tour, 1980), Brigadoon (Broadway, 1980; candidata al Tony Award alla miglior attrice protagonista in un musical e vincitrice del Theatre World Award), South Pacific (tour, 1985), The Sound of Music (New Jersey, 2003), Carousel (Pittsburgh, 2005) e My Fair Lady (New York, 2007).
Insegna recitazione alla New York University.